# Raise Your Fist and Yell
Raise Your Fist and Yell è il diciassettesimo album in studio di Alice Cooper. Viene pubblicato nell'ottobre 1987 per l'etichetta discografica MCA.

## Tracce
Tutte le canzoni sono state scritte da Alice Cooper e Kane Roberts eccetto dove diversamente indicato. La canzone Prince of Darkness è il main theme de Il signore del male, film horror statunitense del 1987, scritto e diretto da John Carpenter.
1. Freedom – 4:09
2. Lock Me Up – 3:24
3. Give the Radio Back – 3:34
4. Step on You – 3:39
5. Not That Kind of Love – 3:15
6. Prince of Darkness – 5:10
7. Time to Kill – 3:39
8. Chop, Chop, Chop – 3:06
9. Gail – 2:30 (testo: Cooper, Roberts, Kip Winger)
10. Roses on White Lace – 4:27

## Singoli
- 1987: Freedom

## Formazione
- Alice Cooper - voce
- Kane Roberts - chitarra
- Kip Winger - basso, tastiere in Gail
- Ken Mary - batteria
- Paul Horowitz - tastiere

## Classifica
Album - Billboard 200 (Nord America)
| Anno | Classifica    | Posizione |
| ---- | ------------- | --------- |
| 1987 | Billboard 200 | 73        |